# Сара Тайсон Геллоуелл
Сара Тайсон Геллоуелл (7 грудня 1846 — 19 липня 1924) — американська кураторка мистецтв у роки між Громадянською війною в США та Першою світовою війною. Вона була куратором низки великих виставок у Чикаго, штат Іллінойс, організувала виставку французького мистецтва на Всесвітній Колумбійській виставці в Чикаго в 1893 році та працювала з Бертою Палмер (1849—1918) над організацією фресок для жіночого павільйону на виставці. Потім вона переїхала до Парижа, де працювала агентом Чиказького художнього інституту. Під час Першої світової війни вона та її племінниця Гаррієт Геллоуелл (1873—1943) пішли добровольцями в невеликий шпиталь. До своєї смерті в 1924 році вона жила у Франції.

## Раннє життя

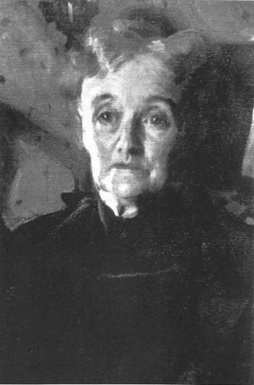
Андерс Цорн, Мері Морріс, Тайсон Геллоуелл, 1893 рік

Сара Тайсон Гелловелл народилася у Філадельфії, штат Пенсільванія 7 грудня 1846 року. Її батьками були Калеб В. Гелловелл із родини Гелловелл і Мері Морріс Тайсон Гелловелл, які одружилися 11 червня 1840 року. Калеб Геллоуелл був купцем у Філадельфії. Він народився в 1815 році й помер від туберкульозу в 1858 році. Її мати народилася в 1820 році й померла в 1913 році в Море, Франція.
Мері та Калеб народилися у вірі Квакерів «Товариства друзів», але до моменту їхнього одруження Калеб «залишив товариство». Тоді Марія була «виключена з товариства за те, що вона вийшла заміж і порушила єдність», що означало, що вона тимчасово або назавжди зреклася віри. Їхні діти продовжували мати вплив «Друзів» через свої сім'ї.
Мері та Калеб Гелловелли мали шестеро дітей, які народилися у 1841—1854 роках. У хронологічному порядку це: Френсіс Перо, Морріс Льюїс, Льюїс Морріс, Сара Тайсон, Маршалл Тайсон і Елізабет Тайсон. Незважаючи на те, що сім'я була квакерами, троє її братів, Морріс, Френсіс і Льюїс, воювали в Громадянській війні за армію Союзу. Кожен із них під час війни отримав поранення та/або захворів. Під час Громадянської війни Мері відігравала важливу роль у штаті Теннессі, обслуговуючи солдат армії Союзу, і разом з іншими збирала кошти для догляду за хворими та пораненими військами Союзу для Санітарної комісії у Філадельфії.
Племінником Гелловелл був американський художник Джордж Хоулі Гелловелл (1872—1926) з Бостона, а її племінницею, яка жила з нею у Франції, була художниця Гаррієт Гелловелл.
Її дідом був Еліш Тайсон, який був квакером, активним у соціальних і політичних справах. По лінії матері вона походила від Крістофера Маршалла, який приїхав до Сполучених Штатів з Ірландії та оселився в Пенсільванії. Він був членом Комітету безпеки Пенсільванії. В основі своїх стосунків з Маршаллом вона була Дочкою Американської Революції. Мері, її мати та її племінниця Харріер були членами Паризького відділення «Дочки Американської Революції». Джон Геллоуелл (помер 1706 р.), квакер з Англії, був предком її батька.

## Кар'єра
Геллоуелл працювала в Парижі та Чикаго «впливовим» радником та організатором художніх виставок.

### Рання кар'єра
У 20 років Сара переїхала з матір'ю до Чикаго, штат Іллінойс і почала кар'єру організатора виставок сучасного мистецтва. У 1870 році вона жила з чотирма з п'яти братів і сестер у будинку своєї матері.
Геллоуелл подорожувала до європейських мистецьких центрів, щоб запозичити витвори мистецтва для Міжштатної промислової виставки в Чикаго, і працювала з Вільямом Меррітом Чейзом, Джеймсом Макнілом Вістлером, Джоном Сінгером Сарджентом та іншими художниками з Барбізону та Європи. У 1878 році вона організувала Міжштатну промислову виставку Чикаго. Вона популяризувала мистецтво імпресіонізму в місті, виставивши роботи Едґара Деґа, Клода Моне, Каміля Піссарро, Альфреда Сіслея та П'єра-Огюста Ренуара на Міжштатній виставці 1890 року.

Вона була агентом для колекціонерів мистецтва в Чикаго, включаючи Берту Палмер. Незважаючи на те, що деякі сучасні джерела приписують Гелловеллі допомогу у заснуванні клубу Palette Club of Chicago, який спочатку називався Bohemian Art Club, немає жодних тогочасних посилань, які підтверджують це. Вона також була членом товариства антикварів. Геллоуелл сприяла розвитку Чиказького художнього інституту. На неї покладалася велика відповідальність у організації та веденні виставок. Керолін Кіндер Карр, авторка книги "Сара Т. Геллоуелл: Покидаючи рівнину для фантазії ", писала, що вона була першою жінкою, яка управляла виставкою. Кажуть, що вона була серед групи жінок, які були студентками Школи Інституту мистецтв Чикаго.

### Всесвітня виставка, 1893 рік

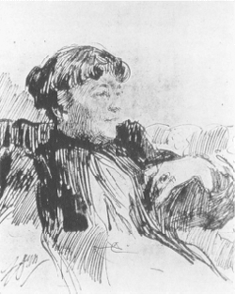
Андерс Цорн, Сара Тайсон Геллоуелл, 1893, Національна портретна галерея, Вашингтон, округ Колумбія

Геллоуелл була одним із агентів, а потім помічником керівника відділу образотворчих мистецтв на Всесвітній колумбійській виставці 1893 року в Чикаго. Спочатку вона претендувала на посаду керівника. На той момент вона десять років організовувала великі виставки та мала важливі зв'язки в мистецькому співтоваристві. Гелловелл на той час мала потужних соціальних та політичних прихильників, які лобіювали її роль. Хоча вона була «сильним кандидатом», але її не призначили головою. Письменниця Керолін Кіндер Карр писала: «Як стало ясно з газетних звітів того дня, її стать не дозволяла їй працювати на цій високопоставленій посаді».
Геллоуелл відповідала за збір європейського мистецтва XIX–го століття та визначення кандидатів для розпису настінних фресок жінками–художницями. Працюючи переважно в Парижі та на прохання Берти Палмер, Геллоуелл вибрала Мері МакМонніс і Мері Кассат, які стали одними з її друзів у 1890-х роках. «Мильні бульбашки» Елізабет Гарднер були однією з робіт, відібраних Геллоуелл.
Геллоуелл, яка познайомилася з Роденом на початку 1890-х років, коли готувала художні роботи для експозиції, стала його «найкращим американським другом» у 19 столітті.

### Франція
New York Times (1905)
У 1894 році Геллоуелл переїхала в Париж, а потім жила у Європі. Вона працювала агентом Чиказького художньог інституту. Вона повернулася до Сполучених Штатів, щоб «підтримувати зв'язок із чудовою американською школою пейзажистів» у Чикаго, Філадельфії, Піттсбурзі, Бостоні та Нью-Йорку. Тоді як у Франції американські художники часто зосереджувалися на портретах і фігурах. Вона також включила роботи французьких художників, таких як Огюст Роден і Робер Анрі, до тих, які вона особисто відібрала та надіслала до Художнього інституту.
Вона жила в Парижі з матір'ю та племінницею. На рубежі століть вони також жили в невеликому містечку Море-сюр-Луен, яке розташоване в шести милях від Фонтенбло.
Вона припинила працювати в Чиказькому художньому інституті, коли почалася Перша світова війна.

## Допомога війні
Сара Геллоуел та її племінниця Гаррієт жили в Мореті під час Першої світової війни і стали волонтерками в місцевому невеличкому шпиталі. У своєму будинку вони організували центр в'язання гачком одягу для солдатів та біженців. У виготовленні одягу допомагали поранені бійці та місцеві жителі. Їхні зусилля, які тривали й після війни, були підтримані пожертвуваннями їх двоюрідного брата Т. Морріса Перо з Пенсільванії та інших.

## Смерть
Сара Тайсон Геллоуелл померла 19 липня 1924 року в Море-сюр-Луен, де й похована.